# Кољадо Виљалба
Кољадо Виљалба (шп. Collado Villalba) је град у Шпанији у аутономној заједници Мадрид, у покрајини Мадрид. Према процени из 2008. у граду је живело 54.658 становника.

## Становништво
Према процени, у граду је 2008. живело 54.658 становника.
| 1991.  | 2001.  |
| ------ | ------ |
| 26.356 | 47.001 |

## Партнерски градови
- Бегл